# Kanzashi
Kanzashi (jap. 簪) – japońska ozdobna szpila do włosów, noszona przez kobiety. 

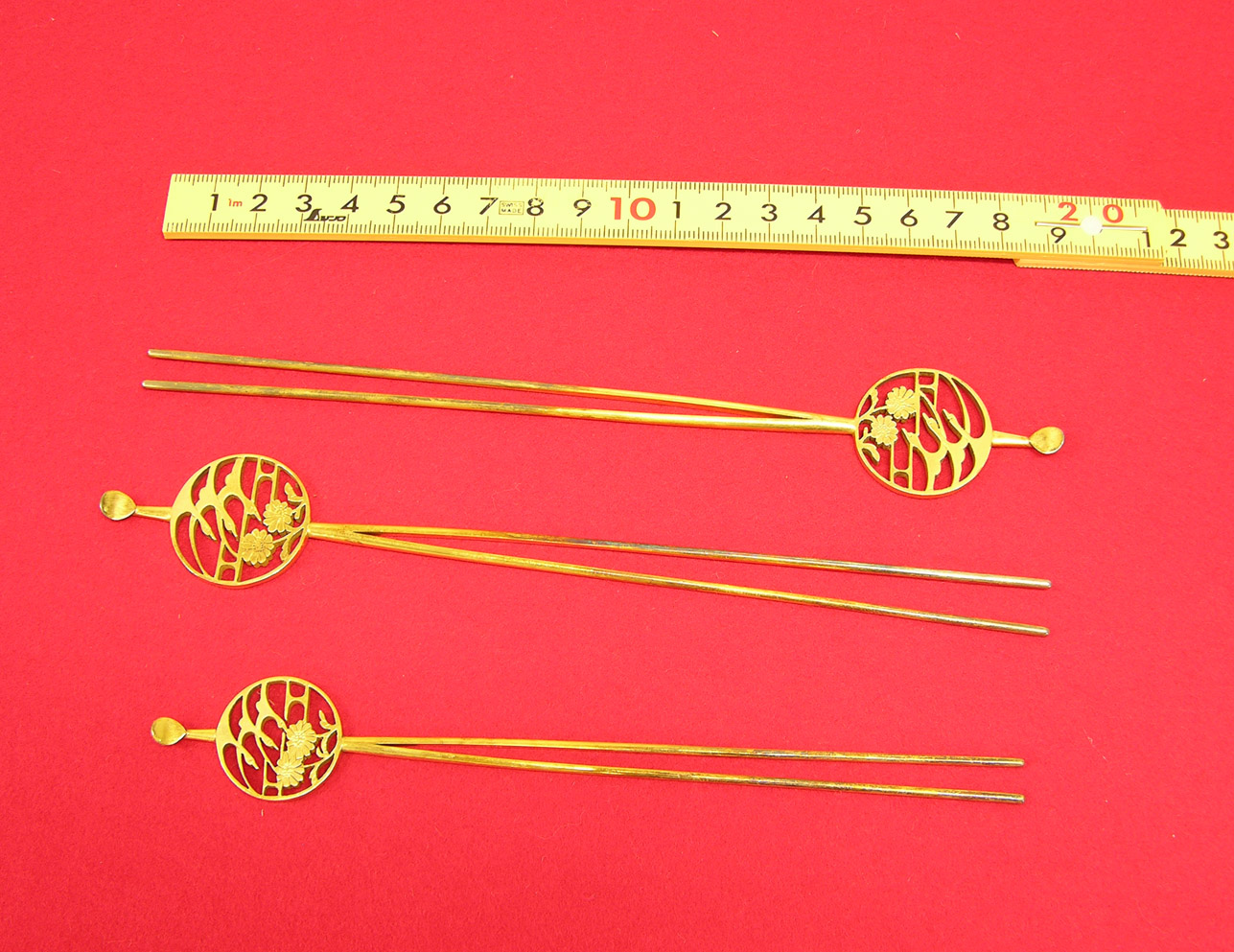
Kanzashi ze złota

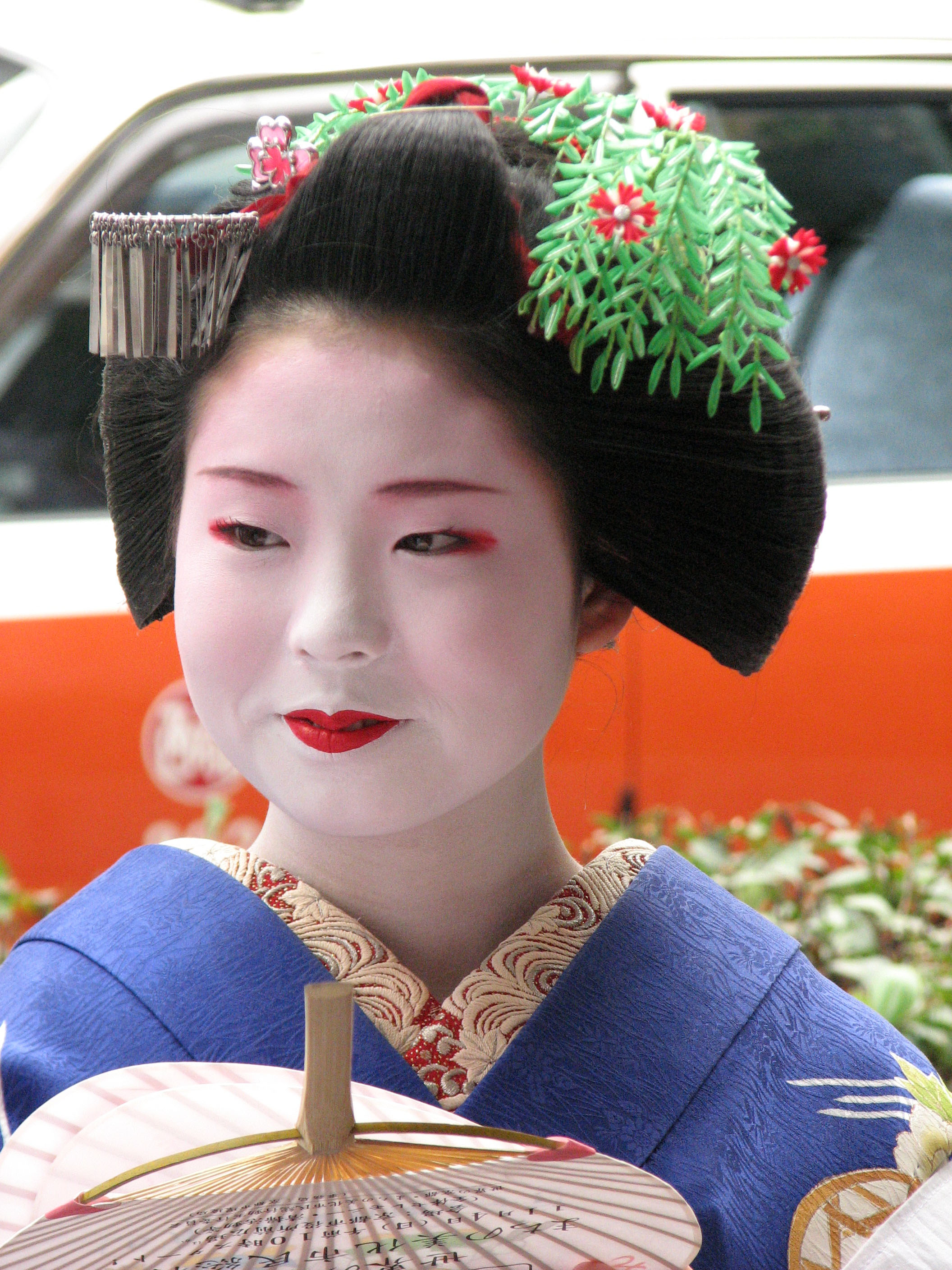
Maiko z kanzashi z liśćmi wierzby

Materiał, z jakiego wykonano kanzashi, wskazywał na status społeczny osoby. Arystokraci wysokiej rangi mieli prawo nosić szpilę ze złota, arystokraci średniej rangi ze srebra, a zwykły lud, bez względu na status materialny, musiał się zadowolić szpilami z mosiądzu. Kanzashi pojawiły się na Okinawie na początku XVI wieku.

## Hana-kanzashi
Hana-kanzashi to ozdoby najczęściej w kształcie kwiatów noszone przez maiko. Każdemu miesiącowi przypisany jest inny motyw: 
- styczeń – typ kanzashi zmieniany co roku. Motywy kwiatów, bambusa, ptaków i sosny (matsu). Przez pierwsze 7 dni stycznia maiko i geisha noszą też ozdoby z kłosów ryżu;
- luty – kwiaty śliwy (ume). W czasie setsubun również kusudama;
- marzec – kwiaty rzepaku (nanohana), motyle (chō), kwiaty brzoskwini (momo), żonkile, peonie (botan)
- kwiecień – kwiaty wiśni (sakura), motyle (chō);
- maj – kwiaty wisterii (fuji), irysy (ayame);
- czerwiec – wierzba (yanagi), hortensja (ajisai);
- lipiec – wachlarze uchiwa i sensu, ważki, stylizowana płynąca woda, fajerwerki;
- sierpień – wilec, trawa susuki;
- wrzesień – dzwonek (kwiat);
- październik – chryzantema (kiku);
- listopad – liście klonu (kaede) lub miłorzębu (ichō);
- grudzień – abstrakcyjne maneki kanzashi z autografami aktorów kabuki.